# 熊倉献
熊倉 献（くまくら こん）は、日本の女性漫画家。

## 来歴
- アフタヌーン四季賞「2012年夏のコンテスト」で佳作受賞[2]。
- 2014年、「good!アフタヌーン」5号に読み切り『盤上兄弟[3]』が掲載されデビュー[2]。
- 『月刊アフタヌーン』の2016年11月号～2017年2月号で掲載された『春と盆暗』が初の連載である[2]。
- 「コミックDAYS」にて、2018年8月29日から2019年5月28日、『生花甘いかしょっぱいか』が連載された[4]。
- 「コミプレ-Comiplex-」にて、2020年8月7日から2022年8月19日まで『ブランクスペース』を連載[5][6]。
- 『ブランクスペース』が第25回文化庁メディア芸術祭マンガ部門の審査員会推薦作品に選出される[7]。

## 人物
人見知り。漫画は福島聡、小説は円城塔や町田康、カフカから影響を受けている。映画は『エクソシスト』（1973年、ウィリアム・フリードキン）や『キル・ビル』（2003年、クエンティン・タランティーノ）、『未知との遭遇』（1977年、スティーヴン・スピルバーグ）、ジブリ作品が好きである。

## 作品リスト

### 書籍
- 『春と盆暗』（2017年1月23日発売[8]、講談社）ISBN 978-4-06-388234-6
- 『ブランクスペース』（ヒーローズ）
  1. 2021年1月15日発売[9]、ISBN 978-4-86468-777-5
  2. 2021年9月15日発売、ISBN 978-4-86468-832-1

### 単行本未収録
- いさなとり（『紙魚の手帖』vol.11[10] - ） - 短編連載[10]
- ブランクスペース補遺（『コミプレ』2025年7月25日[11] - ） - 短期集中連載[11]、『ブランクスペース』のスピンオフ[11]